# Gáspár Sándor (politikus)
Gáspár Sándor (Pánd, 1917. április 15. – Budapest 2002. április 16.) magyar kommunista politikus, szakszervezeti vezető. Pályafutása szinte töretlen az 1940-es koalíciós évektől egészen a rendszerváltásig.

## Élete
A Steyr Művek budapesti gyárában kezdett el motorszerelőként dolgozni. 1935-től a szakszervezeti, 1936-tól a kommunista mozgalom tevékeny résztvevője. 1946-tól egyre magasabb funkciókat tölt be a szakszervezetben és a pártban egyaránt. 1950 és 1951 között elvégezte az SZKP pártfőiskoláját (Высшая партийная школа при ЦК КПСС).
Apró Antal, Dobi István, Rónai Sándor, Kisházi Ödön mellett azon politikusok egyike, aki 1946-tól kezdve töretlenül a hatalom közelében tudott maradni. 1961-től a KISZ titkára egészen az utolsó kongresszusig. Kádár János legközvetlenebb munkatársa volt, bár az „Új gazdasági mechanizmus” ellenzői, a restaurálás élharcosai közé tartozott. 1988-tól fokozatosan visszavonult a politizálástól és a nyilvánosságtól is. A Magyar Televíziónak egy alkalommal sikerült vele hosszabb beszélgetést rögzítenie. A magyar politika történetében szinte páratlan, több mint négy évtizedes regnálásának tudományos feldolgozása még nem történt meg.

## Művei
- Vasutas élmunkások; összeáll. Gáspár Sándor; Magyar Vasutasok és Hajósok Országos Szabad Szakszervezete, Bp., 1948
- A szakszervezetek feladatai az ipar technikai színvonalának fejlesztésében, az új technika bevezetésében és tömeges alkalmazásában; Népszava, Bp., 1955
- A szakszervezetek feladatai az ipari termelés megjavításában és a műszaki színvonal emelésében; Népszava, Bp., 1956
- A nemzetközi szakszervezeti mozgalom kialakulásának és történetének fő vonásai a 2. világháború befejezéséig; Táncsics, Bp., 1960
- A párt vezető szerepe, növekedésének és munkastílusának egyes kérdései; Kossuth, Bp., 1964 (Az MSZMP Központi Bizottsága politikai akadémiája)
- A magyar szakszervezetek szerepe a szocializmus építésében; Táncsics, Bp., 1968
- Szakszervezetek a szocializmusért; Táncsics, Bp., 1970
- A munkáshatalom szolgálatában; Táncsics, Bp., 1973
- A magyar szakszervezetek a fejlett szocializmus építésének szolgálatában; Kossuth–Táncsics, Bp., 1978
- A nemzetközi szakszervezeti mozgalom; Kossuth, Bp., 1980
- A szakszervezeti világmozgalom időszerű kérdései; s.n., Bp., 1982
- A munkásosztály szolgálatában; előszó Méhes Lajos; Népszava, Bp., 1983
- A munkásosztály szolgálatában; 2. bőv. kiad.; Népszava, Bp., 1984
- A magyar szakszervezetek társadalmi helye, szerepe és időszerű tennivalói; Kossuth, Bp., 1984

## Funkciói
| - Az MKP majd MDP központi vezetőség tagja (1946-1956) - A Magyar Dolgozók Pártja Politikai Bizottságának tagja (1956. október 24. - 1956. október 31.) - A Hazafias Népfront (OT Elnökségének 1957-től tagja, 1960 - 1964 alelnök) - A Magyar Olimpiai Bizottság társelnöke (1958-1962) - MSZMP KB tag (1956-1988) - Az MSZMP budapesti bizottságának első titkára (1959-1961; 1963-1965) - Az MSZMP KB titkára (1961-1962) - A Magyar Szocialista Munkáspárt Politikai Bizottságának tagja (1962-1987) - Az Elnöki Tanács tagja (1963-1988) | - Vasas Szakszervezet - Intéző bizottsági tag (1945) - Motorszerelők szervezési bizottságának titkára (1947-1950) - SZOT-tisztségek - Főtitkárhelyettes, majd elnök (1952-1956) - Főtitkár (1956-1959; 1963-1988) - A Szakszervezeti Világszövetség elnöke (1978-1989) |

## Brosúrái – tézisei
| - Vasutas élmunkások (1948) - A szakszervezetek feladatai az ipar technikai színvonalának fejlesztésében, az új technika bevezetésében és tömeges alkalmazásában. (1955) - Az iparfejlesztés feladatai hazánkban (Társszerző, 1955) - A szakszervezetek feladatai az ipari termelés megjavításában és a műszaki színvonal emelésében(1956) - A párt vezető szerepe, növekedésének és munkastílusának egyes kérdései (1964) - A szabadság hajnalán (Antológia- 1965) - A magyar szakszervezetek szerepe a szocializmus építésben (1968) - Szakszervezetek a szocializmusért (1970) - A munkáshatalom szolgálatában (1973) - A szakszervezetek a fejlett szocializmusért (1976) - A magyar szakszervezeti a fejlett szocializmus szolgálatában (1978) | - A nemzetközi szakszervezeti mozgalom (1980) ISBN 963-09-1711-4 - Gazdaságpolitikánkról. (Társszerző, 1983) ISBN 963-09-2234-7 - A munkásosztály szolgálatában (1983) ISBN 963-322-025-4 |

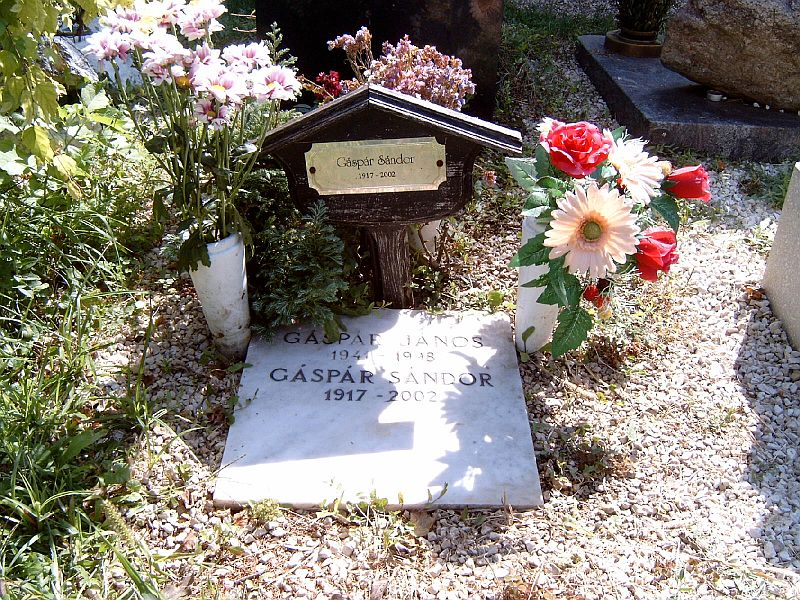
Gáspár Sándor sírja Budapesten. Farkasréti temető: 60/8-1-730.

## Kitüntetései
- Munkás-paraszt Hatalomért emlékérem